# All Together Now (Nederlandse talentenjacht)
All Together Now was een Nederlands televisieprogramma waarin zangers optraden met als doel een honderdkoppige jury te laten opstaan en meezingen. De presentatie van het programma was in handen van Chantal Janzen.

## Format
In de zangwedstrijd zingen Nederlanders in verschillende muziekstijlen. Iedereen kan zich opgeven; solozangers, duo's en groepen. Het is de bedoeling dat de zangers zoveel mogelijk juryleden van de 100 weten te overtuigen. Wanneer een jurylid overtuigd is wordt zijn scherm geel en begint degene mee te zingen en te dansen. Rechtsonder op het scherm is te zien hoeveel juryleden overtuigd zijn. Dit getal wordt hoger naarmate meer juryleden overtuigd worden en er dus meer vakjes geel worden. De jury wordt aangevoerd in seizoen 1 door Jamai Loman en in seizoen 2 door Gerard Joling.

## Seizoensoverzicht
| Seizoen | Uitzenduren            | Aantal afleveringen | Start seizoen    | Start seizoen | Einde seizoen    | Einde seizoen | Gemiddelde kijkcijfers |
| Seizoen | Uitzenduren            | Aantal afleveringen | Datum            | Kijkcijfers   | Datum            | Kijkcijfers   | Gemiddelde kijkcijfers |
| ------- | ---------------------- | ------------------- | ---------------- | ------------- | ---------------- | ------------- | ---------------------- |
| 1       | Vrijdag 20:30 – 22:00  | 7                   | 3 mei 2019       | 1.131.000     | 14 juni 2019     | 1.059.000     | 960.429                |
| 2       | Zaterdag 20:00 – 21:30 | 9                   | 21 december 2019 | 785.000       | 15 februari 2020 | 875.000       | 809.778                |

## De 100
De jury, ook wel de 100 genoemd, bestaat uit 100 vakprofessionals uit de muziekwereld. Hieronder is een geselecteerde lijst te zien met deelnemende juryleden:
| Professional (alfabetisch) | Beroep                                                            | Seizoen 1 | Seizoen 2 |
| -------------------------- | ----------------------------------------------------------------- | --------- | --------- |
| Jody Bernal                | zanger, dj                                                        |           |           |
| Joël Borelli               | zanger, pianist en comedian                                       |           |           |
| Billy Bossong              | basgitarist en zanger, bekend van de rockband Mooi Wark           |           |           |
| Brainpower                 | rapper                                                            |           |           |
| Francis van Broekhuizen    | operazangeres                                                     |           |           |
| Brownie Dutch              | zanger, rapper en muziekproducer                                  |           |           |
| Marga Bult                 | zangeres en presentatrice, o.a. bekend van ESF 1987               |           |           |
| Caza                       | rapper                                                            |           |           |
| Dennie Christian           | zanger en presentator                                             |           |           |
| Ivo Chundro                | musicalacteur, choreograaf                                        |           |           |
| Country Wilma              | zangeres van country- en feestmuziek                              |           |           |
| Dook van Dijck             | acteur, zanger, presentator                                       |           |           |
| Philippe Elan              | chansonnier                                                       |           |           |
| Anita Heilker              | zangeres Dolly Dots                                               |           |           |
| Défano Holwijn             | rapper, youtuber en acteur                                        |           |           |
| Meike Hurts                | zangeres Kus, mc en liedjesschrijver                              |           |           |
| Mandy Huydts               | zangeres en stemcoach                                             |           |           |
| Gerard Joling              | zanger, presentator en aanvoerder professionals                   |           |           |
| Rosalie de Jong            | musicalactrice                                                    |           |           |
| René Karst                 | zanger en componist                                               |           |           |
| Rolf Koster                | musicalacteur                                                     |           |           |
| Rachel Kramer              | zangeres K-otic en finalist X Factor                              |           |           |
| Thomas Kuipers             | musicalacteur                                                     |           |           |
| LePrince                   | reggaezanger mc, liedjesschrijver                                 |           |           |
| Jamai Loman                | zanger, presentator, musicalacteur en aanvoerder professionals    |           |           |
| Ralf Mackenbach            | zanger, winnaar van Junior Eurovisiesongfestival 2009             |           |           |
| Miss Bunty                 | zangeres                                                          |           |           |
| Julia Nauta                | zangeres en actrice                                               |           |           |
| Sarah Nauta                | zangeres en actrice                                               |           |           |
| Brigitte Nijman            | musicalactrice                                                    |           |           |
| Marianne Noble             | zangeres, kandidaat The Voice Senior seizoen 1                    |           |           |
| Merijn Oerlemans           | zanger, musicalacteur                                             |           |           |
| Esther Oosterbeek          | zangeres Dolly Dots                                               |           |           |
| Leona Philippo             | zangeres, winnares van The voice of Holland seizoen 3             |           |           |
| Robin Pors                 | zanger, bekend van de Vengaboys                                   |           |           |
| Dionne Slagter             | youtuber, blogger en actrice                                      |           |           |
| Ernst Daniël Smid          | (opera)zanger, musicalartiest, presentator, acteur                |           |           |
| Martijn Stoffers           | zanger Feuerherz                                                  |           |           |
| Ben Stuijvenberg           | Muzikant, producer                                                |           |           |
| Marjolijn Touw             | musicalactrice                                                    |           |           |
| Ria Valk                   | zangeres, actrice en eerste tienerster van Nederland              |           |           |
| Lucretia van der Vloot     | zangeres en actrice                                               |           |           |
| Mylène Waalewijn           | zangeres, musicalactrice, bekend van het zangduo Mylène & Rosanne |           |           |
| Rosanne Waalewijn          | zangeres, musicalactrice, bekend van het zangduo Mylène & Rosanne |           |           |
| Wannabeastar               | zangeres, dj, performer                                           |           |           |
| Juan Wells                 | zanger, acteur, liedjesschrijver                                  |           |           |
| Henk Westbroek             | zanger, liedjesschrijver, acteur en televisie/radiopresentator    |           |           |
| Kim van Zeben              | actrice, theatermaker                                             |           |           |

## Kijkcijfers

### Seizoen 1
| Afl. | Uitzenddatum | Kijkcijfers            |
| ---- | ------------ | ---------------------- |
| 1    | 3 mei 2019   | 1.131.000 (20,7% madl) |
| 2    | 10 mei 2019  | 826.000 (15,5% madl)   |
| 3    | 17 mei 2019  | 948.000 (17,6% madl)   |
| 4    | 24 mei 2019  | 866.000 (17,8% madl)   |
| 5    | 31 mei 2019  | 896.000 (20,2% madl)   |
| 6    | 7 juni 2019  | 1.083.000 (18,2 madl)  |
| 7    | 14 juni 2019 | 1.059.000 (22,6 madl)  |

### Seizoen 2
| Afl.             | Uitzenddatum     | Kijkcijfers          |
| ---------------- | ---------------- | -------------------- |
| 1 (kerstspecial) | 21 december 2019 | 785.000 (13,5% madl) |
| 2                | 28 december 2019 | 900.000 (16,7% madl) |
| 3                | 4 januari 2020   | 930.000 (17,4% madl) |
| 4                | 11 januari 2020  | 784.000 (12,7% madl) |
| 5                | 18 januari 2020  | 794.000 (13,2% madl) |
| 6                | 25 januari 2020  | 737.000 (12,6% madl) |
| 7                | 1 februari 2020  | 716.000 (11,7% madl) |
| 8                | 8 februari 2020  | 767.000 (12,9% madl) |
| 9                | 15 februari 2020 | 875.000 (14,5% madl) |